# 人民委员部 (苏联)
人民委员部（俄语：народный комиссариат）是1917年至1946年苏维埃俄国（1917年—1922年）、苏联、苏联的加盟共和国、苏联的加盟共和国的二级自治共和国的政府（人民委员会）的组成部门。

## 历史

### 十月革命到苏联成立前
1917年十月革命爆发后，俄国共产党（布尔什维克）取得了政权。1917年11月9日凌晨五时，全俄工兵代表苏维埃第二次代表大会通过了《关于成立工农政府的决定》：

全俄工兵农代表苏维埃代表大会决定：

成立工农临时政府，在立宪会议召开以前管理国家，临时政府定名为人民委员会。设立各种委员会，主持国家生活各部门的事务，其成员应与工人、水兵、士兵、 农民和职员等群众组织紧密团结，保证实行代表大会所宣布的纲领。行政权属于由这些委员会主席组成的会议，即人民委员会。

监督和撤换各人民委员的权利，属于全俄工农兵代表苏维埃代表大会及其中央执行委员会。

现在的人民委员会由下列人员组成：

人民委员会主席：弗拉基米尔·乌里扬诺夫（列宁）；

内务人民委员：阿·伊·李可夫；

农业人民委员：弗·巴·米柳亭；

劳动人民委员：亚·加·施略普尼柯夫；

陆海军人民委员会，其成员是：弗·亚·奥弗申柯（安东诺夫），尼·瓦·克雷连柯和帕·叶·德宾科；

工商业人民委员：维克多·巴甫洛维奇·诺根；

国民教育人民委员：阿·瓦·卢那察尔斯基；

财政人民委员：伊·伊·斯克沃尔佐夫（伊万·伊万诺维奇·斯捷潘诺夫）；

外交人民委员：列·达·勃朗施坦（托洛茨基）；

司法人民委员：格·伊·奥波科夫（格·伊·洛莫夫）；

粮食人民委员：伊万·泰奥多罗维奇；

邮电人民委员：尼·巴·阿维洛夫（格列博夫）；

民族事务人民委员会主席：约·维·朱加施维里（斯大林）。

铁道人民委员人选暂缺。

出于对“部长”（俄语：министр）一词的“资产阶级色彩”的憎恶，政府部门的负责人称为“人民委员”（俄语：народный комиссар），政府的组成部门叫做“人民委员部”（俄语：народный комиссариат），中央政府叫做俄罗斯苏维埃联邦社会主义共和国人民委员会，列宁当选为第一任人民委员会主席。
1917年12月15日，根据全俄中央执行委员会与苏俄人民委员会的法令，成立最高国民经济会议，在苏俄人民委员会之下负责组织管理国民经济。
苏俄人民委员会1917年12月1日通过、12月6日发布的《关于人民委员、高级职员和官员的薪金额的决定》，根据这一决定，人民委员每月薪金最高标准为500卢布，其无劳动能力的家庭成员者每个成员每月另增100卢布。相当于当时工人平均工资。
第五次全俄罗斯苏维埃代表大会1918年7月10日通过《俄罗斯社会主义联邦苏维埃共和国宪法》，其第四十三条规定：

设立十七个人民委员部，其名称如下：

(a) 外交人民委员部;

(b) 陆军人民委员部;

(c) 海军人民委员部;

(d) 内务人民委员部;

(e) 司法人民委员部;

(f) 劳动人民委员部;

(g) 社会保障人民委员部;

(h) 教育人民委员部;

(i) 邮电人民委员部;

(j) 民族事务人民委员会;

(k) 财政人民委员部;

(l) 交通人民委员部;

(m) 农业人民委员部;

(n) 工商业人民委员部;

(o) 粮食人民委员部;

(p) 工农检查院;

(q) 最高国民经济会议;

(r) 卫生人民委员部.

### 苏联成立后
1922年12月30日，俄罗斯，外高加索，乌克兰和白俄罗斯的代表签署了《苏联成立条约》和《苏联成立宣言》，苏联正式成立，苏联人民委员会取代苏俄人民委员会成为中央政府。
《苏联成立条约》第十一条规定：

联盟中央执行委员会的执行机关为苏维埃社会主义共和国联盟人民委员会。由联盟中央执行委员会选举的最新一届人民委员会组成如下：

联盟人民委员会主席；

副主席；
 
外交人民委员；

陆海军人民委员；

外贸人民委员；

交通运输人民委员；

邮电人民委员；
 
工农检查人民委员；

最高国民经济委员会主席；

劳动人民委员；

粮食人民委员；
 
财政人民委员  

《苏联成立条约》第十八条规定：

加盟共和国人民委员会的组成如下：

人民委员会主席；

副主席；

最高国民经济委员会主席；

农业人民委员；

粮食人民委员；

财政人民委员；

劳动人民委员；

内务人民委员；

司法人民委员；

工农检查人民委员；

教育人民委员；

卫生人民委员；

社会保障人民委员；

民族事务人民委员；

也还包括由联盟人民委员会派出的具有发言权的代表，如外交人民委员部代表，陆海军人民委员部代表，外贸人民委员部代表，交通运输人民委员部代表和邮电人民委员部代表  

1946年3月第二届苏联最高苏维埃第一次会议决定：苏联人民委员会改称苏联部长会议，“人民委员部”改称为“部”，“人民委员”也改称为“部长”，人民委员部的名称正式取消。

## 1922年至1946年曾经存在过的人民委员部
| 1922年至1946年曾经存在过的人民委员部 |                                                 |                                          |
| 俄语名称                             | 汉语名称                                        | 存在时间                                 |
|                                      | 外交人民委员部                                  | 1917年—1946年                            |
|                                      | 陆军人民委员部                                  | 1917年—1923年                            |
|                                      | 海军人民委员部                                  | 1918年—1923年                            |
|                                      | 陆海军人民委员部                                | 1923年—1934年                            |
|                                      | 国防人民委员部                                  | 1934年—1946年                            |
|                                      | 内务人民委员部                                  | 1934年—1946年                            |
|                                      | 国家安全人民委员部                              | 1941年2月—1941年7月，1943年4月—1946年3月 |
|                                      | 司法人民委员部                                  | 1936年—1946年                            |
|                                      | 工商业人民委员部 （或译为贸易与工业人民委员部） | 1917年—1920年                            |
|                                      | 对外贸易人民委员部                              | 1920年—1925年，1930年—1946年             |
|                                      | 国内外贸易人民委员部                            | 1925年—1930年                            |
|                                      | 劳动人民委员部                                  | 1923年—1933年                            |
|                                      | 国家救济人民委员部                              | 1917年—1918年初                          |
|                                      | 社会保障人民委员部                              | 1918年初—？                              |
|                                      | 教育人民委员部                                  | 1917年—？                                |
|                                      | 邮电人民委员部                                  | 1917年—1932年                            |
|                                      | 通信人民委员部                                  | 1932年—1946年                            |
|                                      | 交通人民委员部                                  | 1918年—1946年                            |
|                                      | 铁道人民委员部                                  | 1917年—1918年                            |
|                                      | 民族事务人民委员部                              | 1917年—1923年                            |
|                                      | 财政人民委员部                                  | 1917年—1946年                            |
|                                      | 农业人民委员部                                  | 1929年—1946年                            |
|                                      | 粮食人民委员部                                  | 1917年—1925年                            |
|                                      | 工农监察人民委员部                              | 1920年—1934年                            |
|                                      | 卫生人民委员部                                  | 1936年—1946年                            |
|                                      | 重工业人民委员部                                | 1932年—1939年                            |
|                                      | 轻工业人民委员部                                | 1932年—1946年                            |
|                                      | 林业人民委员部                                  | 1932年—1946年                            |